# Wybory parlamentarne w Islandii w 1991 roku
Wybory parlamentarne w Islandii odbyły się 20 kwietnia 1991.
Zwycięstwo w wyborach przypadło konserwatystom z Partii Niepodległości. Ich lider Davíð Oddsson został premierem, tworząc rząd koalicyjny z Partią Socjaldemokratyczną.
Do Alþingi nie dostała się Partia Obywateli (Borgaraflokkurinn), która w poprzedniej kadencji miała siedmiu deputowanych. Swój jedyny mandat utraciło również Stowarzyszenie na rzecz Równości i Sprawiedliwości Społecznej (Samtök um jafnrétti og félagshyggju).

## Wyniki wyborów
| Partia                                        | Liczba głosów | %    | +/–%  | Liczba mandatów | +/– |
| --------------------------------------------- | ------------- | ---- | ----- | --------------- | --- |
| Partia Niepodległości (Sjálfstæðisflokkurinn) | 60 836        | 38,6 | +11,4 | 26              | +8  |
| Partia Postępu (Framsóknarflokkurinn)         | 29 866        | 18,9 | ±0    | 13              | ±0  |
| Partia Socjaldemokratyczna (Alþýðuflokkurinn) | 24 459        | 15,5 | -0,3  | 10              | ±0  |
| Związek Ludowy (Alþýðubandalagið)             | 22 706        | 14,4 | +1,1  | 9               | +1  |
| Lista Kobiet (Samtök um kvennalista)          | 13 069        | 18,3 | -1,8  | 5               | -1  |
| inne                                          | 6 833         | 4,3  | —     | —               | -8  |
| Razem (frekwencja - 87,6%)                    | 160 142       | 100  |       | 63              |     |
| źródło:                                       |               |      |       |                 |     |